# Nekrolog 2. Quartal 1908
Nekrolog
◄◄
| ◄
| 1904
| 1905
| 1906
| 1907
| 1908 | 1909 | 1910 | 1911 | 1912 | ► | ►►
1. Quartal |
2. Quartal |
3. Quartal |
4. Quartal 1908
Weitere Ereignisse | Allgemeiner Nekrolog 1908
Die Beschreibung der verstorbenen Person sollte so kurz wie möglich gehalten sein und nur deren signifikante Tätigkeit(en) enthalten.
Neue Namen ggf. auch unter dem Geburts- und Sterbedatum, also etwa unter 1. Januar und im Geburts- und Sterbejahr (2024) eintragen (nur bei entsprechender großer Wichtigkeit). Für Beispiele siehe die schon vorhandenen Artikel.
Außerdem über die fünf zuletzt Verstorbenen, zu denen es einen ausreichend guten Artikel für eine Präsentation auf der Hauptseite gibt, nach der todesbedingten Überarbeitung der Artikel ggf. auch unter Wikipedia Diskussion:Hauptseite informieren und sie am besten auch in den anderen Wikipedia-Sprachversionen eintragen. Tipp: Regelmäßig bei news.google.de nach „ist tot“, „gestorben“ oder „verstorben“ suchen.
Wenn eine Person gestorben ist, gibt es viele Seiten zu dieser Person in der Wikipedia, die davon auch betroffen sind und entsprechend aktualisiert werden müssen. Beispiele: Namenübersichtsseite, Geburtsjahr, Geburtsort-Seiten und viele mehr.
Wie finde ich die betroffenen Seiten?
Im Suchfeld auf der linken Seite gibt man den Suchbegriff so ein: „Vorname Nachname“. Dann klickt man auf Volltext und alle Seiten mit entsprechendem Suchtext werden aufgerufen. Hier sieht man dann schnell, wo auch das Todesjahr Sinn macht oder sogar ein Teil des Artikels angepasst werden muss. Auch hilft das „Werkzeug“ auf der linken Seite sehr gut, um solche Seiten aufzufinden: „Links auf diese Seite“. Somit ist die Wikipedia wieder aktuell in allen Bereichen! Hinweis: bei Eintragung der Kategorie „Gestorben JAHR“ wird der Missbrauchsfilter 49 ausgelöst, was jedoch nicht schlimm ist. Siehe: Spezial:Missbrauchsfilter/49
Dies ist eine Liste von im zweiten Quartal 1908 verstorbenen bekannten Persönlichkeiten. Die Einträge erfolgen innerhalb der einzelnen Daten alphabetisch sortiert. Tiere sind im Nekrolog für Tiere zu finden.

## April
| Tag       | Name                                  | Beruf, bekannt als                                                                         | Alter | Beleg |
| --------- | ------------------------------------- | ------------------------------------------------------------------------------------------ | ----- | ----- |
| 1. April  | Friedrich Eduard Neubarth             | deutscher Politiker, Gutsbesitzer, MdR                                                     | 74    |       |
| 2. April  | Hermann Beckh                         | deutscher Jurist und Politiker, MdR                                                        | 75    |       |
| 3. April  | Heinrich Helmers                      | deutscher Schriftsteller                                                                   | 60    |       |
| 4. April  | Charles Busson                        | französischer Maler                                                                        | 85    |       |
| 4. April  | Arthur von Lattré                     | preußischer General der Infanterie                                                         | 75    |       |
| 4. April  | Konstantin Wassiljewitsch Scharnhorst | russischer Marineoffizier, Topograf und Hochschullehrer                                    | 62    |       |
| 4. April  | Joseph Sucher                         | österreichischer Komponist und Dirigent                                                    | 64    |       |
| 5. April  | Edward Abbott                         | US-amerikanischer Geistlicher, Journalist und Autor                                        | 66    |       |
| 5. April  | James E. Cantrill                     | US-amerikanischer Politiker                                                                | 68    |       |
| 5. April  | Friedrich von Halfern                 | deutscher Tuchfabrikant, Bankdirektor und Stadtverordneter von Burtscheid                  | 59    |       |
| 5. April  | Philipp Sarlay                        | österreichischer Telegraphenamtsdirektor                                                   | 81    |       |
| 5. April  | Joseph Sengstbradl                    | niederösterreichischer Politiker                                                           | 70    |       |
| 5. April  | Gertrud Villiger-Keller               | Schweizer Führerin der Frauenbewegung                                                      | 64    |       |
| 6. April  | Gustav Borgmann                       | deutscher Kommunalpolitiker, Bürgermeister von Köpenick und Templin                        | 70    |       |
| 6. April  | Drury Curzon Drury-Lowe               | britischer Generalleutnant                                                                 | 78    |       |
| 6. April  | Adolf von Grundherr                   | deutscher Maler, Zeichner und Entwerfer                                                    | 59    |       |
| 6. April  | Julius Zumbusch                       | deutscher Bildhauer                                                                        | 75    |       |
| 7. April  | Abraham L. Brick                      | US-amerikanischer Politiker                                                                | 47    |       |
| 7. April  | Carl Mengewein                        | deutscher Komponist                                                                        | 55    |       |
| 7. April  | Ludwig Karl Schmarda                  | österreichischer Zoologe und Forschungsreisender                                           | 88    |       |
| 8. April  | Wilhelm Scheibner                     | deutscher Mathematiker                                                                     | 82    |       |
| 9. April  | Eugène Lefébure                       | französischer Ägyptologe                                                                   | 69    |       |
| 9. April  | Giuseppe Tornielli Brusati di Vergano | italienischer Diplomat und Senator, Gesandter und Botschafter                              | 72    |       |
| 10. April | Henri Boncquet                        | belgischer Bildhauer                                                                       | 40    |       |
| 11. April | Hermann Baumann                       | württembergischer Maler und Lithograph in Tübingen                                         | 73    |       |
| 11. April | Henry Edward Bird                     | englischer Schachspieler                                                                   | 78    |       |
| 11. April | Arnold Dodel-Port                     | Schweizer Botaniker                                                                        | 64    |       |
| 11. April | Arthur Levysohn                       | deutscher Journalist                                                                       | 67    |       |
| 11. April | Adolph Mayer                          | deutscher Mathematiker und Hochschullehrer                                                 | 69    |       |
| 11. April | Clementia Taylor                      | englisch-britische Frauenrechtsaktivistin und Abolitionistin                               | 97    |       |
| 11. April | Ernst Wahner                          | deutscher Philologe, Gymnasialprofessor und Offizier                                       | 86    |       |
| 12. April | Byron M. Cutcheon                     | US-amerikanischer Politiker                                                                | 71    |       |
| 12. April | Hartwig Derenbourg                    | französischer Orientalist                                                                  | 63    |       |
| 12. April | Andrzej Potocki                       | polnischer Adliger, Statthalter von Galizien                                               | 46    |       |
| 13. April | Victor André Cornil                   | französischer Pathologe und Histologe                                                      | 70    |       |
| 13. April | Emil Gött                             | deutscher Schriftsteller                                                                   | 43    |       |
| 13. April | Aasta Hansteen                        | norwegische Malerin, Schriftstellerin und Feministin                                       | 83    |       |
| 13. April | Franz von Leydig                      | deutscher Zoologe und vergleichender Anatom                                                | 86    |       |
| 13. April | Frédéric Monier                       | französischer Politiker                                                                    | 65    |       |
| 13. April | Martín Rico y Ortega                  | spanischer impressionistischer Maler                                                       | 74    |       |
| 14. April | Konrad Furrer                         | Schweizer evangelischer Geistlicher und Palästinaforscher                                  | 69    |       |
| 15. April | Antoine Béchamp                       | französischer Mediziner, Biologe und Pharmakologe                                          | 91    |       |
| 15. April | Wilhelm Carl Johann Wedding           | deutscher Unternehmer                                                                      | 77    |       |
| 15. April | Max Zindler                           | deutscher Gutsbesitzer und Politiker (DkP), MdR                                            | 55    |       |
| 16. April | Jane Elizabeth Manning James          | frühe schwarze Konvertitin der Mormonen                                                    | 85    |       |
| 16. April | Fritz Werner                          | deutscher Maler und Kupferstecher                                                          | 80    |       |
| 17. April | Albert Niethammer                     | deutscher Papierunternehmer und nationalliberaler Politiker, MdR, MdL (Königreich Sachsen) | 74    |       |
| 17. April | John Winebrenner Rife                 | US-amerikanischer Politiker                                                                | 61    |       |
| 18. April | Eleanor Greatorex                     | US-amerikanische Malerin                                                                   | 54    |       |
| 19. April | Simon B. Conover                      | US-amerikanischer Politiker                                                                | 67    |       |
| 19. April | Charles Hallgarten                    | deutsch-US-amerikanischer Bankier, Philanthrop und Sozialreformer                          | 69    |       |
| 19. April | Peter Küchly                          | französisch-deutscher Geistlicher und Politiker, MdR                                       | 72    |       |
| 19. April | James Turner Morehead                 | US-amerikanischer Unternehmer und Politiker                                                | 67    |       |
| 19. April | Robert Raschka                        | Architekt und Architekturmaler                                                             | 60    |       |
| 20. April | Adolphe-Philippe Caron                | kanadischer Politiker                                                                      | 64    |       |
| 20. April | Henry Chadwick                        | britischer Sportjournalist und Historiker                                                  | 83    |       |
| 20. April | Paul Andrejewitsch Schuwalow          | russischer Militär und Diplomat                                                            | 77    |       |
| 21. April | Carlos Pezoa Véliz                    | chilenischer Lyriker                                                                       | 28    |       |
| 21. April | Theodor von Sickel                    | deutsch-österreichischer Historiker                                                        | 81    |       |
| 22. April | Henry Campbell-Bannerman              | britischer liberaler Politiker und Premierminister                                         | 71    |       |
| 22. April | Ellison Capers                        | General der Konföderierten Staaten im Amerikanischen Bürgerkrieg                           | 70    |       |
| 22. April | Wilhelm von Douglas                   | deutscher Gutsbesitzer und Politiker, MdR                                                  | 59    |       |
| 22. April | Émile Gebhart                         | französischer Schriftsteller, Romanist und Kulturhistoriker                                | 68    |       |
| 22. April | Leopold Schrötter von Kristelli       | österreichischer Mediziner                                                                 | 71    |       |
| 23. April | Nikolai Petrowitsch Linewitsch        | russischer Offizier, General der Infanterie                                                | 69    |       |
| 24. April | Valtazar Bogišić                      | Jurist                                                                                     | 73    |       |
| 24. April | Ernst von Holleben                    | preußischer Jurist und Kanzler im Königreich Preußen                                       | 93    |       |
| 24. April | William Kenyon-Slaney                 | englischer Fußballspieler                                                                  | 60    |       |
| 24. April | Poul la Cour                          | dänischer Meteorologe                                                                      | 62    |       |
| 24. April | Georg Münzer                          | deutscher Musikwissenschaftler                                                             | 41    |       |
| 25. April | Johnson N. Camden                     | US-amerikanischer Politiker                                                                | 80    |       |
| 25. April | Auguste von der Decken                | deutsche Schriftstellerin                                                                  | 80    |       |
| 25. April | Emil Neide                            | deutscher Maler                                                                            | 64    |       |
| 25. April | Gennaro Portanova                     | katholischer Theologe und Kardinal                                                         | 62    |       |
| 26. April | Gawriil Gawriilowitsch Gustawson      | russischer Chemiker                                                                        | 65    |       |
| 26. April | Karl August Möbius                    | deutscher Zoologe und Ökologe                                                              | 83    |       |
| 27. April | Heinrich Maey                         | deutscher Eisenbahningenieur                                                               | 78    |       |
| 27. April | Myron McCord                          | US-amerikanischer Politiker                                                                | 67    |       |
| 27. April | Pauline Sels                          | deutsche Stifterin, begründete mit einer Stiftung in Neuss das Clemens-Sels-Museum         |       |       |
| 28. April | Joseph Bittner                        | deutscher Orgelbauer                                                                       | 85    |       |
| 28. April | Belle Gunness                         | norwegisch-US-amerikanische Serienmörderin                                                 | 48    |       |
| 28. April | Nehale lyaMpingana                    | König von Ondonga                                                                          |       |       |
| 28. April | Alois Unterladstätter                 | österreichischer Politiker                                                                 | 52    |       |
| 29. April | Auguste Götze                         | deutsche Schauspielerin, Sängerin, Gesangspädagogin und Schriftstellerin                   | 68    |       |
| 29. April | Jean-Baptiste Moens                   | belgischer Briefmarkenhändler                                                              | 74    |       |
| 30. April | Julius Frank                          | deutscher Historienmaler                                                                   | 82    |       |
| 30. April | Gottfried Mannel                      | deutscher Chirurg und Augenarzt                                                            | 95    |       |
| 30. April | Emil von Schoenaich-Carolath          | deutscher Gutsherr, Lyriker und Novellist                                                  | 56    |       |
| 30. April | Karl Türk                             | österreichischer Arzt und Politiker                                                        |       |       |
|           | Edward Bartlett                       | britischer Naturforscher                                                                   |       |       |

## Mai
| Tag     | Name                             | Beruf, bekannt als                                                                                 | Alter | Beleg |
| ------- | -------------------------------- | -------------------------------------------------------------------------------------------------- | ----- | ----- |
| 1. Mai  | Léonce Verny                     | französischer Ingenieur                                                                            | 70    |       |
| 2. Mai  | Charles Chamberland              | französischer Mikrobiologe                                                                         | 57    |       |
| 2. Mai  | Joseph W. Clift                  | US-amerikanischer Politiker                                                                        | 70    |       |
| 2. Mai  | Jakub Katzenbogen                | polnischer Maler und Zeichenlehrer                                                                 | 50    |       |
| 2. Mai  | Adolf Thiem                      | deutscher Wasserbauingenieur und Hydrologe                                                         | 72    |       |
| 3. Mai  | Franz Bücheler                   | deutscher klassischer Philologe                                                                    | 70    |       |
| 3. Mai  | Heinz Gerl                       | österreichischer Baumeister und Architekt des Historismus                                          | 55    |       |
| 3. Mai  | Robert Stieler                   | deutscher Maler                                                                                    | 60    |       |
| 3. Mai  | István Türr                      | ungarischer Patriot                                                                                | 82    |       |
| 4. Mai  | Josef Herold                     | tschechischer Rechtsanwalt und Politiker                                                           | 57    |       |
| 4. Mai  | Albert de Lapparent              | französischer Geologe                                                                              | 68    |       |
| 5. Mai  | Julius Cäsar von Nayhauß-Cormons | deutscher Rittergutsbesitzer und Politiker (Zentrum), MdR                                          | 86    |       |
| 5. Mai  | Carl Schäfer                     | deutscher Architekt und Hochschullehrer                                                            | 64    |       |
| 5. Mai  | Kurt Detloff von Schwerin        | deutscher Verwaltungsjurist, Politiker und Rittergutsbesitzer                                      | 55    |       |
| 6. Mai  | Albrecht Dieterich               | deutscher klassischer Philologe und Religionswissenschaftler                                       | 42    |       |
| 6. Mai  | Martin L. Smyser                 | US-amerikanischer Politiker (Republikanische Partei)                                               | 57    |       |
| 7. Mai  | Eduard Glaser                    | österreichischer Forschungsreisender, Orientalist und Archäologe                                   | 53    |       |
| 7. Mai  | Ludovic Halévy                   | französischer Bühnenschriftsteller                                                                 | 74    |       |
| 8. Mai  | August Josef Bělohoubek          | tschechischer pharmazeutischer Chemiker                                                            | 61    |       |
| 9. Mai  | Eulalia Merx                     | deutsche Schriftstellerin                                                                          | 96    |       |
| 10. Mai | Oscar Langendorff                | deutscher Mediziner und Physiologe                                                                 | 55    |       |
| 11. Mai | Charles Kingston                 | australischer Politiker, Mitglied des Repräsentantenhauses und Premierminister von South Australia | 57    |       |
| 11. Mai | John A. Quackenbush              | US-amerikanischer Politiker                                                                        | 79    |       |
| 11. Mai | Johannes Rippe                   | deutscher Architekt und Politiker, MdBB                                                            |       |       |
| 12. Mai | Arthur Koppel                    | deutscher Industrieller                                                                            | 57    |       |
| 12. Mai | Melesio Morales                  | mexikanischer Komponist                                                                            | 69    |       |
| 13. Mai | Wilhelm Schaefer                 | deutsch-schweizerischer Schriftsteller                                                             | 73    |       |
| 14. Mai | Horatio C. Burchard              | US-amerikanischer Politiker                                                                        | 82    |       |
| 14. Mai | Jeremias Christensen             | deutsch-dänischer Bildhauer                                                                        | 49    |       |
| 14. Mai | Vach Lewis                       | US-amerikanischer Mafioso                                                                          |       |       |
| 14. Mai | Daniel Lindsay Russell           | US-amerikanischer Politiker                                                                        | 62    |       |
| 14. Mai | Max Zwerbach                     | US-amerikanischer Mobster                                                                          | 24    |       |
| 15. Mai | Robert Benckiser                 | deutscher Jurist und Politiker                                                                     | 62    |       |
| 15. Mai | Jonathan H. Rowell               | US-amerikanischer Politiker                                                                        | 75    |       |
| 15. Mai | Charles Frederic Ulrich          | amerikanisch-deutscher Maler                                                                       | 49    |       |
| 17. Mai | Jakob Blumenthal                 | deutscher Pianist und Komponist                                                                    | 78    |       |
| 17. Mai | Carl Koldewey                    | deutscher Polarforscher                                                                            | 70    |       |
| 18. Mai | Gustavus A. Finkelnburg          | US-amerikanischer Jurist und Politiker deutscher Herkunft                                          | 71    |       |
| 19. Mai | Mykola Pyltschykow               | ukrainischer Physiker, Hochschullehrer und Erfinder                                                | 50    |       |
| 20. Mai | Gustav Pflugradt                 | deutscher Landschafts- und Architekturmaler                                                        | 79    |       |
| 20. Mai | August Sartori                   | deutscher Theologe und Pädagoge                                                                    | 80    |       |
| 20. Mai | August Schlüter                  | deutscher Jurist und Lokalpolitiker                                                                |       |       |
| 21. Mai | Georg Lichtenberg                | nationalliberaler Politiker                                                                        | 56    |       |
| 21. Mai | Ludwig von Mussinan              | bayerischer Offizier, zuletzt Generalleutnant                                                      | 82    |       |
| 22. Mai | John Sparks                      | US-amerikanischer Rinderzüchter und Gouverneur Nevadas                                             | 64    |       |
| 23. Mai | François Coppée                  | französischer Dichter                                                                              | 66    |       |
| 24. Mai | Adolph L’Arronge                 | deutscher Bühnenautor, Theaterleiter, Theaterkritiker und Dirigent                                 | 70    |       |
| 24. Mai | Gustav Adolf Papendick           | deutscher Pianist, Musikpädagoge und Komponist                                                     |       |       |
| 24. Mai | Old Tom Morris                   | schottischer Golfspieler, Schlägerbauer, Golfarchitekt und Greenkeeper                             | 86    |       |
| 24. Mai | Ludwig von Wäcker-Gotter         | deutscher Diplomat                                                                                 | 74    |       |
| 25. Mai | Emil Stephan                     | deutscher Mediziner und Forschungsreisender                                                        | 36    |       |
| 26. Mai | Manfred Bial                     | deutscher Arzt                                                                                     | 38    |       |
| 26. Mai | Mirza Ghulam Ahmad               | Begründer der Ahmadiyya Muslim Dschamaat (Glaubensgemeinschaft)                                    | 73    |       |
| 26. Mai | Franz Joseph Müller              | deutscher Bürgermeister und Politiker, MdR                                                         | 78    |       |
| 27. Mai | Moses L. Broocks                 | US-amerikanischer Politiker                                                                        | 43    |       |
| 27. Mai | Karl Grienberger                 | österreichischer katholischer Priester, Politiker und heimatkundlicher Autor                       | 83    |       |
| 27. Mai | Carl Bruno Tröndlin              | deutscher Politiker (NLP), MdR, MdL, Oberbürgermeister von Leipzig                                 | 73    |       |
| 28. Mai | Stephen Dill Lee                 | Politiker und General der Konföderierten im Sezessionskrieg                                        | 74    |       |
| 28. Mai | Alfred Trappen                   | deutscher Maschinenbauingenieur                                                                    | 79    |       |
| 29. Mai | William Arnold Anthony           | US-amerikanischer Physiker                                                                         | 72    |       |
| 29. Mai | Alexander Wilhelm Gottschalg     | deutscher Kantor, Organist und Komponist                                                           | 81    |       |
| 29. Mai | Anna Haverland                   | deutsche Schauspielerin und Schriftstellerin                                                       | 54    |       |
| 30. Mai | Hermann Eberhard                 | deutscher Unternehmer in Patagonien                                                                | 56    |       |
| 30. Mai | Josefine von Knorr               | österreichische Dichterin und Übersetzerin                                                         | 81    |       |
| 30. Mai | Wilhelm Ludwig Köhler            | deutscher Jurist und Landgerichtsdirektor                                                          | 87    |       |
| 31. Mai | John Evans                       | englischer Archäologe und Geologe                                                                  | 84    |       |
| 31. Mai | Louis-Honoré Fréchette           | kanadischer Dichter, Politiker, Dramatiker und Autor                                               | 68    |       |
| 31. Mai | Anton Lux                        | österreichischer Artillerieleutnant und Afrikareisender                                            | 60    |       |
|         | Josef Tschan                     | österreichischer Anwalt und Abgeordneter                                                           | 63    |       |

## Juni
| Tag      | Name                                            | Beruf, bekannt als                                                                                           | Alter | Beleg |
| -------- | ----------------------------------------------- | --- | ----- | ----- |
| 1. Juni  | James Kimbrough Jones                           | US-amerikanischer Politiker                                                                                  | 68    |       |
| 1. Juni  | Édouard Moyse                                   | französischer Genre- und Historienmaler                                                                      | 80    |       |
| 1. Juni  | Paulus                                          | französischer Sänger des leichten Fachs                                                                      | 63    |       |
| 1. Juni  | Otto Steche                                     | deutscher Unternehmer                                                                                        | 73    |       |
| 2. Juni  | John DeWitt Clinton Atkins                      | US-amerikanischer Politiker                                                                                  | 82    |       |
| 2. Juni  | Redvers Buller                                  | britischer Militär, General und Oberbefehlshaber der britischen Truppen in der ersten Phase des Burenkrieges | 68    |       |
| 2. Juni  | Johann Pálffy von Erdőd                         | ungarischer Adliger, Kunstmäzen und Philanthrop                                                              | 78    |       |
| 2. Juni  | Bernhard Presting                               | deutscher Religionspädagoge                                                                                  | 76    |       |
| 3. Juni  | Franz Deckers                                   | deutscher Architekt                                                                                          | 82    |       |
| 3. Juni  | Viggo Fausböll                                  | dänischer Pali-Forscher                                                                                      | 86    |       |
| 4. Juni  | Mirzā Dschahāngir Chān                          | iranischer Journalist und Herausgeber                                                                        |       |       |
| 4. Juni  | Otto Hermann Fritzsche                          | deutscher Luftfahrtpionier                                                                                   | 26    |       |
| 4. Juni  | Hermann von der Hude                            | deutscher Architekt                                                                                          | 78    |       |
| 5. Juni  | Luca Fumagalli                                  | italienischer Pianist, Komponist und Musikpädagoge                                                           | 71    |       |
| 5. Juni  | Josef Wagner                                    | österreichischer Militär-Kapellmeister und Komponist                                                         | 52    |       |
| 5. Juni  | Donald Wedekind                                 | deutsch-schweizerischer Schriftsteller                                                                       | 36    |       |
| 5. Juni  | Franz Josef Werner                              | deutscher Zeitungsredakteur und Zeitungsdirektor                                                             | 61    |       |
| 6. Juni  | Rudolf Credner                                  | deutscher Geograph                                                                                           | 57    |       |
| 6. Juni  | Eugenie Fiocre                                  | französische Tänzerin                                                                                        | 62    |       |
| 6. Juni  | Wilhelm Jung                                    | deutscher Anstaltspsychiater                                                                                 |       |       |
| 07. Juni | Arthur zu Erbach-Erbach und von Wartenberg-Roth | deutscher Adliger                                                                                            | 58    |       |
| 7. Juni  | Robert Oskar von Ketelhodt                      | deutsch-preußischer Politiker und Landrat                                                                    | 71    |       |
| 7. Juni  | Benedikt Sauter                                 | deutscher Abt des Prager Emausklosters                                                                       | 72    |       |
| 8. Juni  | Frans Hedberg                                   | schwedischer Dichter, Dramatiker und Librettist                                                              | 80    |       |
| 8. Juni  | Johan Lindegren                                 | schwedischer Komponist, Kirchenmusiker, Musikpädagoge und -theoretiker                                       | 66    |       |
| 8. Juni  | Conrad von Saldern                              | deutscher Diplomat                                                                                           | 61    |       |
| 9. Juni  | Adolf Emil Büchner                              | deutscher Komponist, Dirigent und Kapellmeister                                                              | 81    |       |
| 9. Juni  | José Trindade Coelho                            | portugiesischer Autor und Jurist                                                                             | 46    |       |
| 9. Juni  | Giulio Prinetti                                 | italienischer Unternehmer und Politiker                                                                      | 56    |       |
| 9. Juni  | Balthasar Waltl                                 | österreichischer Porträt-, Historien- und Kirchenmaler                                                       | 50    |       |
| 10. Juni | Oliver Belmont                                  | US-amerikanischer Politiker                                                                                  | 49    |       |
| 10. Juni | Gaston Boissier                                 | französischer Althistoriker und Klassischer Philologe                                                        | 84    |       |
| 10. Juni | John F. Finerty                                 | US-amerikanischer Politiker                                                                                  | 61    |       |
| 10. Juni | William St. John Forman                         | US-amerikanischer Politiker                                                                                  | 61    |       |
| 10. Juni | Jan Kvíčala                                     | tschechischer Klassischer Philologe                                                                          | 74    |       |
| 11. Juni | Felicie Bernstein                               | Sammlerin französischer impressionistischer Malerei und Salonière                                            | 55    |       |
| 11. Juni | Bruno von Lepel-Gnitz                           | deutscher Theaterregisseur                                                                                   | 64    |       |
| 11. Juni | Carl Müllerhartung                              | thüringischer Kantor, Musikpädagoge und Komponist                                                            | 74    |       |
| 11. Juni | John Vines Wright                               | amerikanischer Politiker                                                                                     | 79    |       |
| 12. Juni | Maria Paula Beck                                | Schweizer Ordensfrau und Generaloberin                                                                       | 47    |       |
| 12. Juni | Kaspar Friedrich Brieden                        | deutscher katholischer Priester                                                                              | 63    |       |
| 12. Juni | Charles T. Dunwell                              | US-amerikanischer Jurist und Politiker                                                                       | 56    |       |
| 12. Juni | Bernhard Schroeder                              | deutscher Jurist und Politiker (NLP), MdR                                                                    | 75    |       |
| 13. Juni | Antonio Aguilar Correa                          | Regierungspräsident von Spanien                                                                              | 83    |       |
| 13. Juni | Marie Eder                                      | österreichische Opernsängerin (Sopran)                                                                       | 84    |       |
| 13. Juni | Tom Wiggins                                     | blinder, US-amerikanischer Musiker und Komponist                                                             | 59    |       |
| 14. Juni | Frederick Arthur Stanley, 16. Earl of Derby     | britischer Generalgouverneur von Kanada                                                                      | 67    |       |
| 14. Juni | Carl Winkel                                     | deutscher Kaufmann und Fotograf                                                                              | 50    |       |
| 15. Juni | Hermann von Graba                               | deutscher Beamter                                                                                            | 74    |       |
| 15. Juni | Vojtěch Hřímalý                                 | tschechischer Komponist, Dirigent und Geiger                                                                 | 65    |       |
| 16. Juni | Ulrich von Winterfeldt                          | deutscher Politiker (DkP), MdR und preußischer Landrat                                                       | 85    |       |
| 17. Juni | Wilhelm Schröder                                | deutscher Konteradmiral der Kriegsmarine                                                                     | 65    |       |
| 17. Juni | Ariosto A. Wiley                                | US-amerikanischer Rechtsanwalt, Richter und Politiker                                                        | 59    |       |
| 18. Juni | Eugen Albrecht                                  | deutscher Mediziner                                                                                          | 35    |       |
| 18. Juni | Charles Demôle                                  | französischer Politiker                                                                                      | 80    |       |
| 18. Juni | Paula Reinhard                                  | katholische Mäzenatin und Klostergründerin                                                                   | 58    |       |
| 18. Juni | Emil Vogel                                      | deutscher Musikwissenschaftler                                                                               | 49    |       |
| 19. Juni | Adolf Frantz                                    | deutscher Rechtswissenschaftler und Hochschullehrer                                                          | 56    |       |
| 19. Juni | Josip Račić                                     | kroatischer Maler                                                                                            | 23    |       |
| 20. Juni | Fritz Noll                                      | deutscher Botaniker und Hochschullehrer an der Universität Bonn                                              | 49    |       |
| 21. Juni | Benedict Friedlaender                           | deutscher Sexualwissenschaftler                                                                              | 41    |       |
| 21. Juni | Nikolai Andrejewitsch Rimski-Korsakow           | russischer Komponist                                                                                         | 64    |       |
| 21. Juni | Otto Wilhelm                                    | österreichischer Politiker                                                                                   | 51    |       |
| 22. Juni | Theodor von Flondor                             | österreichischer und rumänischer Komponist, Dirigent, Jurist, Politiker und Wirtschaftswissenschaftler       | 45    |       |
| 22. Juni | Bartolomeo Ortolani                             | Bischof von Ascoli Piceno in Italien                                                                         | 68    |       |
| 23. Juni | Wilhelm Erath                                   | württembergischer Kaufmann und Politiker                                                                     | 88    |       |
| 23. Juni | Kunikida Doppo                                  | japanischer Schriftsteller                                                                                   | 36    |       |
| 24. Juni | Grover Cleveland                                | US-amerikanischer Politiker, 22. und 24. Präsident der USA (1885–1889/1893–1897)                             | 71    |       |
| 24. Juni | Gustav Adolph Kietz                             | deutscher Bildhauer                                                                                          | 84    |       |
| 24. Juni | William Whiteway                                | kanadischer Politiker und Premierminister der Kronkolonie Neufundland                                        | 80    |       |
| 25. Juni | Fridolin Dietsche                               | deutscher Bildhauer                                                                                          | 46    |       |
| 25. Juni | Morgan Cassius Fitzpatrick                      | US-amerikanischer Politiker                                                                                  | 39    |       |
| 25. Juni | Arthur Havelock                                 | britischer Gouverneur                                                                                        | 64    |       |
| 25. Juni | Julius Ludwig August Koch                       | deutscher Psychiater                                                                                         | 66    |       |
| 25. Juni | Diedrich Willers                                | US-amerikanischer Politiker                                                                                  | 74    |       |
| 26. Juni | William H. Parker                               | US-amerikanischer Politiker                                                                                  | 61    |       |
| 27. Juni | Jan Adamowicz                                   | polnischer Aktivist und Publizist                                                                            |       |       |
| 27. Juni | Alexander Meyer                                 | deutscher Journalist, Liberaler, Freihändler und Politiker (DFP), MdR                                        | 76    |       |
| 27. Juni | Hans Schnopfhagen                               | österreichischer Komponist und Heimatdichter                                                                 | 63    |       |
| 28. Juni | Karl Kořínek                                    | tschechischer Sozialist und Gewerkschaftsführer                                                              | 49    |       |
| 28. Juni | Franz Treller                                   | deutscher Schauspieler und Schriftsteller                                                                    | 68    |       |
| 29. Juni | Edward Malet                                    | britischer Diplomat                                                                                          | 70    |       |
| 29. Juni | Joseph Niedhammer                               | deutscher Kirchenmusikkomponist                                                                              | 57    |       |
| 30. Juni | Thomas Hill                                     | amerikanischer Maler                                                                                         | 78    |       |
| 30. Juni | Karl von Offermann                              | österreichischer Jurist und Textilunternehmer                                                                | 58    |       |
|          | Ernesto Tornquist                               | argentinischer Industrieller                                                                                 | 65    |       |